# Конюшка ротонда
Конюшката ротонда (на македонска литературна норма: Коњушка ротонда) е раннохристиянска православна кръгла църква, чиито руини са открити в археологическия обект Големо градище край кратовското село Конюх, североизточната част на Северна Македония.

## Разкопки
Църквата е открита от местни жители в 1918 година. След обявяването на откритието в 1924 година, мястото е посетено от археолога Никола Вулич. В 1937 година ротондата е изследвана от белградския археолог Светозар Радойчич, а находките, които той открива са пренесени в Куршумли хан в Скопие. В 1970 година обектът е изследван от Иван Микулчич, който прави множество публикации за античната църква, а в 1990 години храмът е изследван от археолога Виктор Лилчич. От 1998 античните останки в околностите на Конюх се изследван от македонско-американски екипи, а от 2002 година се вършат систематични проучвания от американската археоложка Каролин Снайвли, професор в колежа Гетисбърг в Пенсилвания.

## Описание
Църквата е една от редките ротонди в Югоизточна Европа. Принадлежи на сградите с централно решение и купол. Изградена е в правоъгълник, в който е вписана кръглата основа на централната част, над която се е издигал купол. Дължината на храма е 23 m, а ширината от 7,50 до 14 m. В църквата се влизало от запад, а на източната страна имало апсида, полукръгла отвътре и правоъгълна отвън. В олтарното пространство е оформен амбулакрум. Запазени са основите на епископската катедра, а от страните части от синтроните. Между централния дял и олтарното пространство имало олтарна преграда с шест орнаментирани стълба. Пред олтарния дял се извисявал амвон от зелен пясъчник, каменна платформа, която, според археолозите Константин Петров и Светозар Радойчич, е сред най-хубавите амвонни конструкции. Подът в презвитерия е с богата декорация от мраморни плочни със зеленикав цвят, които в техниката opus sectile формират кърст.
На абака един от откритите стълбове има надпис „ΔOMATRIRS“, което се тълкува като „DOMUS MARTIRIS“, „дом на мъченик“ и се предполага, че църквата е била посветена на мъченик.
Обектът като градски мартириум е датиран във времето на Юстиниан Велики (527 – 565) или след него, но може да се датира и в края на IV век. Църквата е била посветена на големия култ на евхаристията, върху гроб или мощи на някой голям мъченик. Била е централна за поколонение на вярващите от тази част на Източен Илирик. Обектите со централно и осмоъгълно решение от антично време, с функция на мавозлей, в раннохристиянския период са мартириуми, а по-късно кръстилници (баптистерии). Ротондата под Големо градище е в употреба дълго време без прекъсване. Проучванията показват, че раннохристиянският храм мартириум е имал важна роля при покръстването на българите в IX век.
В 1955 година върху северозападната ѝ част е построена църквичката „Свети Йоан Обсечен“.
- Поглед към кръглия свод на апсидата
- Стълб във вътрешността
- Остатъци във вътрешността